# Никольский, Алексей Борисович
Алексей Борисович Никольский(род. 4 октября 1934, СССР, Ленинград) — доктор химических наук, профессор, заведующий кафедрой общей и неорганической химии ЛГУ, заслуженный деятель науки и техники РФ.

## Биография
Родился в Ленинграде в семье учёных-химиков. Отец — Борис Петрович Никольский, мать — Валентина Ивановна Парамонова.
Во время Великой Отечественной войны в эвакуации в Елабуге, затем в Саратове (до 1944 г.).
Окончил химический факультет Ленинградского университета с отличием по кафедре радиохимии (1956).
Работал там же, в ЛГУ, на кафедре общей и неорганической химии: лаборант, аспирант, ассистент, старший преподаватель, доцент (1966), с 1980 профессор и зав. кафедрой. Одновременно с 1980 руководил отделом неорганической химии НИИ химии СПбГУ.
Защитил диссертации: кандидатскую «Исследование безводной четырехокиси рутения и ее водных растворов» (1964) и докторскую «Химия фрагментов MNO и направленное воздействие на их реакционную способность» (1977).
Читал курсы лекций: «Общая химия», «Неорганическая химия», «Актуальные проблемы современной неорганической химии», «Состояние элементов в водных растворах».
Автор более 200 научных работ, в том числе (в соавторстве с А. В. Суворовым) учебника «Общая химия», выдержавшего пять изданий (Химиздат, 1994, 1995, 1997, 2000 и 2007 гг.), учебников для вузов «Химия» (Химиздат, 2001) и «Вопросы и задачи по общей химии» (Химиздат, 2002). Под его редакцией выпущены учебные пособия «Физические методы исследования неорганических соединений» (СПбГУ, 2005) и «Физические методы исследования неорганических веществ» («Академия», 2006).
Ученики:
- профессор Н. В. Чежина — специалист в области магнетохимии и председатель методической комиссии химического факультета СПбГУ.
- профессор О. В. Сизова широко известна в России и за рубежом своими работами по применению квантовохимических расчетов в неорганической и координационной химии.
- профессор С. П. Туник разработал новое направление в области химии кластеров переходных металлов, был награжден премией Британского химического общества как лучший зарубежный автор публикаций на английском языке.
- профессор И. А. Зверева — специалист в области химии соединений переменного состава и твердых растворов.
- профессор Е. В. Грачева - специалист в области химии координационных соединений.

Заслуженный деятель науки и техники Российской Федерации (1999). В 2005 году награждён Благодарностью Президента Российской Федерации за большой вклад в подготовку высококвалифицированных специалистов и многолетнюю плодотворную деятельность.